# Hydroptila hochyangha
Hydroptila hochyangha är en nattsländeart som beskrevs av Schmid 1959. Hydroptila hochyangha ingår i släktet Hydroptila och familjen smånattsländor. Inga underarter finns listade i Catalogue of Life.